# Coda (album)
Coda is het negende en laatste studioalbum van de Britse rockband Led Zeppelin, uitgebracht in 1982. De plaat wil een indruk bieden van de twaalfjarige historie van de band. Van 1968 tot 1980 had de groep de voorhoede gevormd van nieuwe genres in de popmuziek zoals hardrock en heavy metal. Na de plotselinge dood van de drummer John Bonham (25 september 1980) hief de groep zichzelf op. De coda uit de muzieknotatie was daarom een gepaste titel voor het overzichtsalbum.
Enkele nummers waren oorspronkelijk opgenomen voor andere albums, maar waren eertijds op de plank blijven liggen wegens ruimtegebrek. Coda is het laatste album van Led Zeppelin met nog niet eerder uitgebrachte titels.
De heruitgave van het album stond in 2015 totaal 5 weken genoteerd in de Nederlandse Album Top 100 met als hoogste notering de 9e positie.

## Achtergrond
Gitarist Jimmy Page verklaarde als een van de redenen voor het uitbrengen van Coda dat er veel niet-officiële opnames circuleerden onder de fans: "Coda is eigenlijk uitgegeven omdat er heel veel bootlegs circuleerden. We dachten, als er zoveel interesse is dan kunnen we net zo goed al het resterende studio materiaal uitbrengen". Bassist John Paul Jones zei hier over: "Het waren goede nummers. De meeste zijn opgenomen in de tijd dat punkmuziek in opkomst was. Eigenlijk waren er niet veel Zeppelin nummers die niet uitgebracht zijn. We gebruikten alles".
De platenhoes werd ontworpen door Hipgnosis. Het was de vijfde platenhoes die de Britse ontwerpgroep maakte voor Led Zeppelin.

## Heruitgave 2015
Op 31 juli 2015 werd er een geremasterde versie uitgegeven van Coda. De heruitgave verscheen in zes verschillende uitvoeringen: de standaard lp-editie, de standaard cd-editie, een Deluxe drie-cd-editie, een Deluxe drie-lp-versie, een Super Deluxe versie met drie cd's, drie lp's en een 72 pagina's dik boek over het album, en als digitale download (96k / 24-bit).
De Deluxe en Super Deluxe edities bevatten bonus nummers waaronder alternatieve opnames en vijf nog niet eerder verschenen nummers, If It Keeps On Raining (When the Levee Breaks), Sugar Mama, Four Hands, St. Tristan's Sword en Desire.

## Nummers

#### Originele uitgave 1982
1. We're Gonna Groove [5] - 2:40 (James Bethea, Ben E. King)
2. Poor Tom [6] - 3:01 (Page, Plant)
3. I Can't Quit You Baby [7] - 4:17 (Willie Dixon)
4. Walter's Walk [8] - 4:31 (Page, Plant)
5. Ozone Baby [9] - 3:35 (Page, Plant)
6. Darlene [10] - 5:06 (Bonham, Jones, Page, Plant)
7. Bonzo's Montreux [11] - 4:17 (Bonham)
8. Wearing and Tearing [10] - 5:31 (Page, Plant)

#### Heruitgave 1993 cd-versie met toevoeging van vier bonustitels
1. Baby Come on Home [12] - 4:30 (Bert Berns, Page, Plant)
2. Traveling Riverside Blues [13] - 5:11 (Robert Johnson, Page, Plant)
3. White Summer/Black Mountain Side [14] - 8:01 (Page)
4. Hey, Hey, What Can I Do [15] - 3:55 (Bonham, Jones, Page, Plant)

#### Heruitgave 2015 Deluxe cd-versie met twee bonus-cd's
Cd 2
1. We're Gonna Groove [16] - 2:40 (Bethea, King)
2. If It Keeps On Raining ("When the levee breaks")[17] - 4:11 (Memphis Minnie, Bonham, Jones, Page, Plant)
3. Bonzo's Montreux [18] - 4:57 (Bonham)
4. Baby Come On Home - 4:30 (Berns, Page, Plant)
5. Sugar Mama [19] - 2:50 (Page, Plant)
6. Poor Tom [20] 2:16 (Page, Plant)
7. Travelling Riverside Blues [21] - 5:08 (Johnson, Page, Plant)
8. Hey, Hey, What Can I Do - 3:52 (Bonham, Jones, Page, Plant)

Cd 3
1. Four Hands ("Four sticks") [22] - 4:43 (Page, Plant)
2. Friends [22] - 4:25 (Page, Plant)
3. St. Tristan's Sword [23] - 5:40 (Page)
4. Desire ("The Wanton Song") [24] - 4:08 (Page, Plant)
5. Bring It On Home [25] - 2:32 (Dixon)
6. Walter's Walk [26] - 3:18 (Page, Plant)
7. Everybody Makes It Through ("In The Light") [27] - 8:31 (Jones, Page, Plant)

## Bezetting
- John Bonham - drums, percussie
- John Paul Jones - basgitaar, piano, keyboard
- Jimmy Page - akoestische gitaar, elektrische gitaar, productie
- Robert Plant - zang, mondharmonica

## Productie en techniek
- Peter Grant - Uitvoerend producent
- Stuart Epps, Andy Johns, Eddie Kramer, Vic Maile, Leif Mases en John Timperley - (Geluids) technici
- Barry Diament - Mastering van de originele cd-uitgave (1988)
- George Marino - Remastering cd-heruitgave